# Grand Prix Formule 1 van Monaco

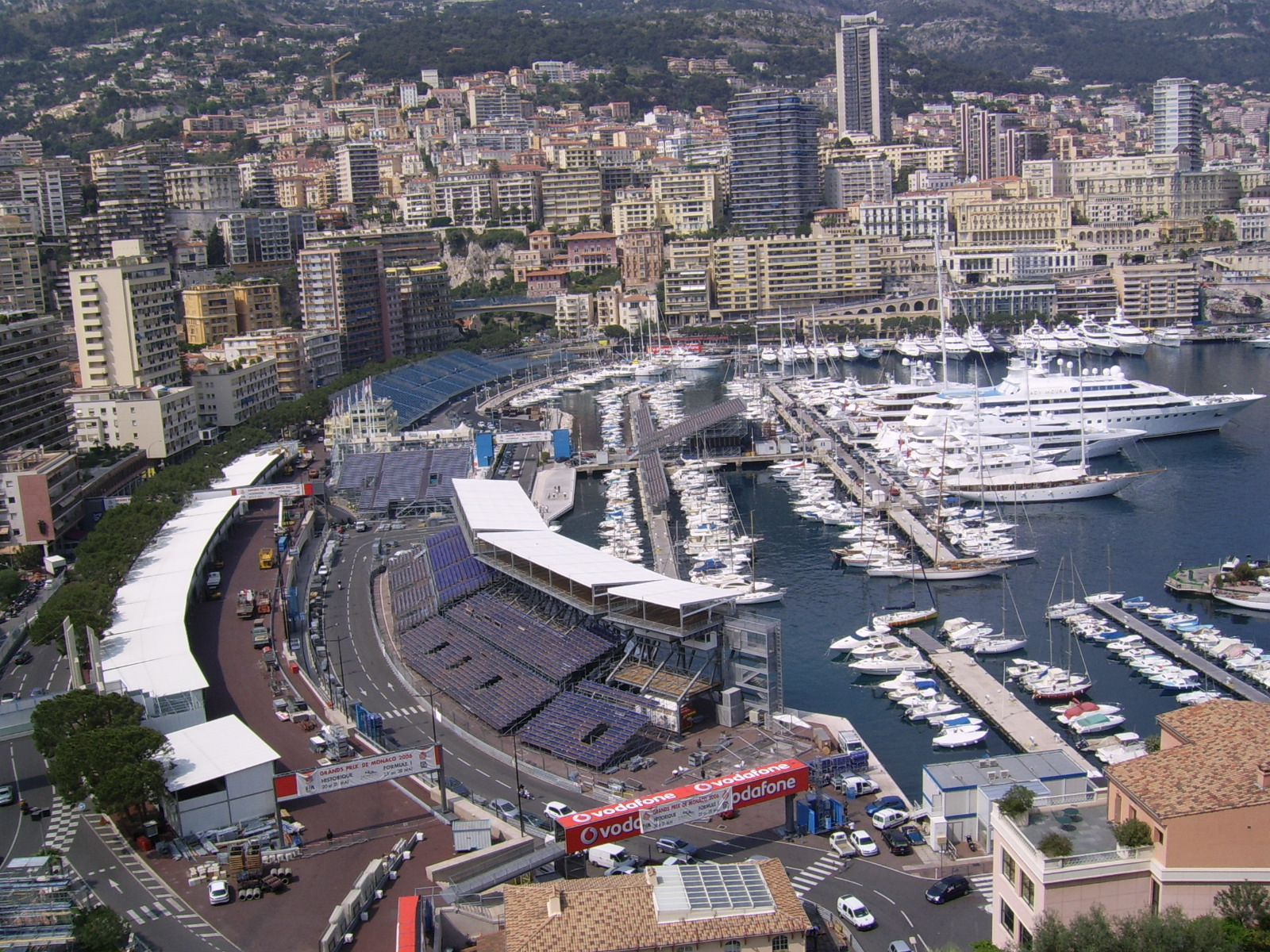
De tribunes in de jachthaven

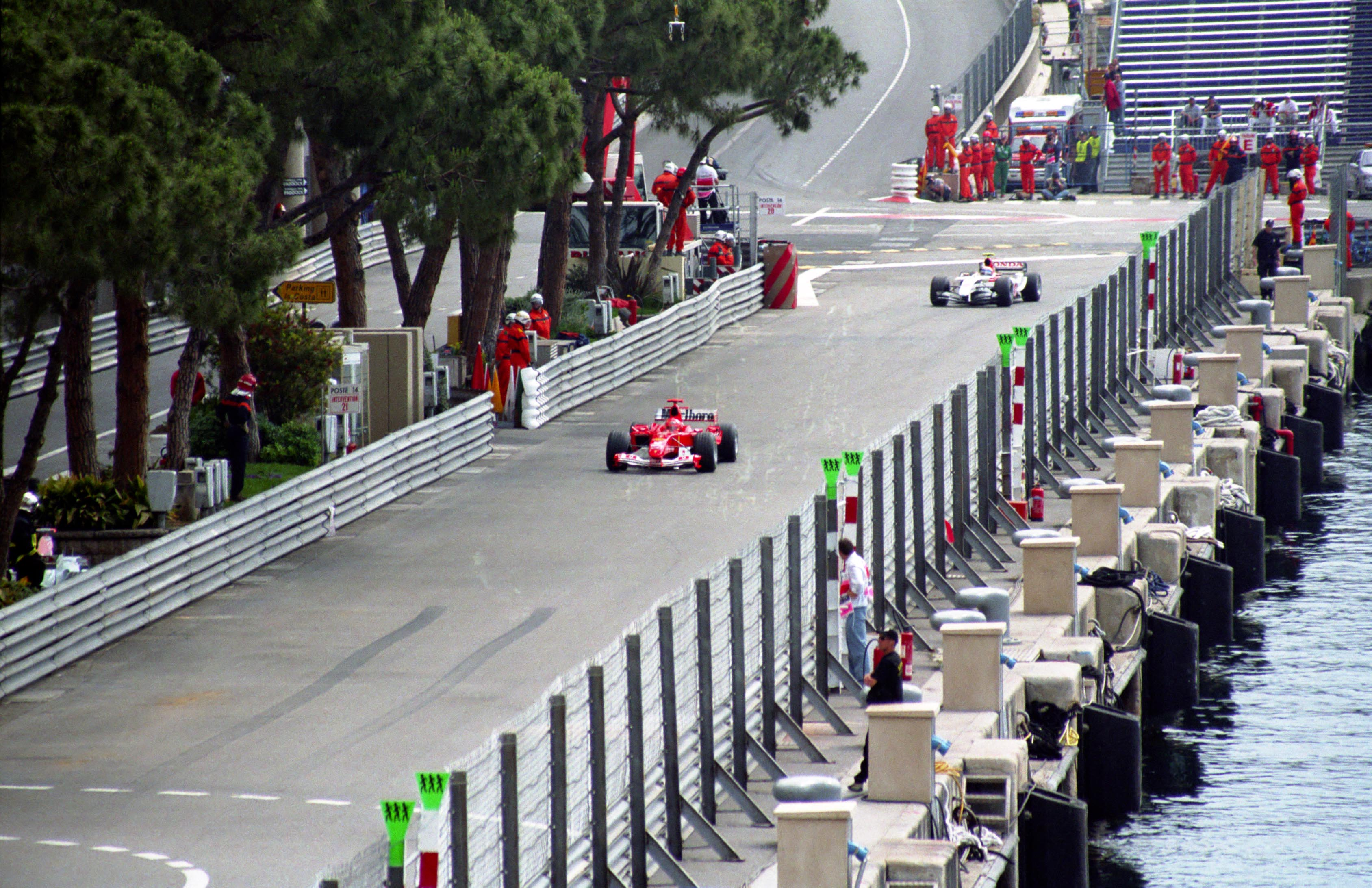
Michael Schumacher (voor) en Takuma Sato na de Nouvelle Chicane in 2004

De Grand Prix van Monaco is een race uit de Formule 1-kalender. Deze wordt gereden in de straten van Monaco, het Circuit de Monaco. De Grand Prix van Monaco wordt gezien als een klassieker en werd al gereden voordat de Formule-1-kampioenschappen bestonden. Tegenwoordig voldoet het circuit eigenlijk niet meer aan de moderne eisen van de Formule-1; er kan namelijk niet heel hard gereden worden en door de vele bochten is inhalen moeilijk. De race behoort samen met de 24 uur van Le Mans en de Indianapolis 500 tot de Triple Crown van de autosport en wordt gezien als een van de meest prestigieuze.

## Geschiedenis
In 1925 werd de Automobile Club de Monaco opgericht, die voortkwam uit de nationale wielersportvereniging. Volgens een populair verhaal wilde men onderdeel worden van de Automobile Club of France maar werd het verzoek afgewezen omdat Monaco niet Frans is. Toen men probeerde om erkenning te krijgen bij (de voorloper van) de FIA kreeg men te horen dat er geen groot motorsportevenment binnen de grenzen van het prinsdom mogelijk zijn er daarom geen grond was voor erkenning. Om deze reden werd door Antony Noghès, die bij beide aanvragen betrokken was, de eerste race georganiseerd. Om het parcours berijdbaar te maken moesten enkele aanpassingen gedaan worden. Om de race te organiseren en te financieren werd de hulp ingeroepen van de Société des bains de mer de Monaco, die ook het casino en het toen grootste hotel uitbaatte. De race vond plaats op 14 april 1929 en werd, mede door het grote publiek dat in de stad op de race was afgekomen, een succes. De winnaar was William Grover-Williams in een Bugatti 35B, die won van de eigenlijke favoriet, namelijk de Duitser Rudolf Caracciola. Hierna zou de race elk jaar gereden worden tot 1937.
In 1931 werd de AIACR opgericht als overkoepelende organisatie voor autoraces. Deze stelde richtlijnen op waar een race aan moest voldoen, die in Monaco onwerkbaar bleken te zijn. De GP van Monaco kreeg dispensatie en sindsdien is het een traditie dat Monaco elk jaar opnieuw dispensatie krijgt. Vanaf 1933 werd de startpositie van de racers bepaald door kwalificatie tijdens de oefenronden. Tijdens de race van 1936 vond een beroemd ongeluk plaats waarbij tien coureurs in een botsing betrokken raakten en vastzaten terwijl zich een grote plas benzine vormde. Na 1937 werd de race niet meer georganiseerd om pas in 1948 weer gereden te worden. In 1949 ging hij niet door vanwege de dood van prins Lodewijk II van Monaco
De eerste officiële Grand Prix werd in 1950 georganiseerd. Hierna zou de Grand Prix elk jaar plaatsvinden, op een paar uitzonderingen na. in 1951 vanwege budgettaire problemen en vanwege problemen rond de regelgeving. in 1953 en 1955 werd de GP wederom niet gereden vanwege problemen met de regelgeving. De Grand Prix van 1984 werd wel gereden maar vanwege zware regenval eerder stilgelegd. In 2020 werd de race niet gereden vanwege de coronapandemie.
De Grand Prix van Monaco blijft tot ten minste 2031 op de Formule 1-kalender staan zo werd bekend in november 2024.

## Circuit
De Grand Prix wordt gereden op het Circuit de Monaco, dat elk jaar wordt aangelegd over de straten van de wijken La Condamine (het gedeelte bij de haven) en Monte Carlo (het deel op de heuvel, langs het casino). Het werd al vanaf het begin als een uitdagend parcours gezien, door de vele scherpe bochten, zelfs een haarspeldbocht, hoogteverschillen en een tunnel. Hierdoor is het moeilijk om in te halen en kunnen niet echt hoge snelheden behaald worden. Ook de veiligheid is altijd een punt geweest. In de beginjaren liepen de coureurs het risico om tegen gebouwen, bomen of lantaarnpalen te botsen of zelfs in het water terecht te komen, zoals gebeurde met Alberto Ascari en Paul Hawkins. De veiligheid van het stratencircuit van Monaco is door de jaren heen sterk verbeterd, als gevolg van verschillende aanpassingen. In de jaren zeventig werden er, onder invloed van coureur Jackie Stewart, diverse Formule 1-evenementen afgelast vanwege veiligheidsredenen. Tijdens de Grand Prix van Monaco in 1969 werden er voor het eerst extra veilige Armco-barrières geplaatst op specifieke locaties op het circuit. In de jaren die volgden werden er extra barrières geplaatst, de pitstraat verplaatst en delen van het parcours aangepast, wat bijdroeg aan een steeds veiliger circuit. Later werden er kranen geplaatst om verongelukte wagens snel uit de weg te krijgen.

## Records
De Grand Prix van Monaco werd in 1950 een van de wedstrijden voor het eerste wereldkampioenschap Formule 1. In 1951 werd de wedstrijd niet georganiseerd, in 1952 buiten de Formule 1 en in 1953 en 1954 opnieuw helemaal niet. Vanaf 1955 is de race een vast onderdeel op de Formule 1-kalender. Dat jaar eindigde Alberto Ascari's race in het water van de Middellandse Zee, toen hij met zijn Lancia uit de chicane vloog.
Graham Hill heeft de GP van Monaco vijf keer gewonnen en werd daarom Mr. Monaco genoemd. Ayrton Senna zou de race zes keer winnen en daarmee recordhouder worden. Hij won elk jaar, tussen 1987 en 1993 met uitzondering in 1988 toen hij als leider in de race een stuurfout maakte en crashte, waardoor hij moest opgeven. Het was ook tijdens de Grand Prix van Monaco dat Senna voor het eerst in de Formule 1 zijn uitzonderlijk talent demonstreerde, toen hij in 1984 in de stromende regen met zijn inferieure Toleman van achter uit het veld aan een inhaalrace begon. Enkel Alain Prost bleef hem nog net voor toen de race, onder meer op aangeven van Prost zelf, door wedstrijddirecteur Jacky Ickx in de 31e ronde vroegtijdig werd afgevlagd. Het zou Prost duur te staan komen, want door het voortijdig stopzetten werden de toegekende punten gehalveerd (4,5 in plaats van 9) en op het eind van het seizoen kwam Prost een half puntje te kort om de wereldtitel te veroveren. Graham Hill en Michael Schumacher wisten de race ieder vijf keer te winnen.
De meest verwonderlijke overwinningen kwamen in 1982 toen in de laatste ronde drie keer na elkaar de leider met pech uitviel en Riccardo Patrese met zijn Brabham als eerste over de streep ging zonder zelf te beseffen dat hij won. In 1996 wisten slechts vier auto's de finish wisten te halen waarbij Olivier Panis zijn enige eerste plaats ooit in de Formule 1 binnenhaalde.

## 2025
De Grand Prix van Monaco 2025 wordt gekenmerkt door meerdere ingrijpende veranderingen. Voor het eerst in de geschiedenis heeft het evenement een officiële titelsponsor. De race draagt de naam Formula 1 TAG Heuer Grand Prix de Monaco 2025, als resultaat van een nieuwe samenwerking tussen TAG Heuer en de Formule 1-organisatie. Deze stap is gezet om de financiële basis van de race te versterken en de toekomst ervan op de Formule 1-kalender veilig te stellen.
Daarnaast heeft de FIA besloten een verplichte tweestopstrategie in te voeren voor deze editie van de race. Coureurs moeten tijdens de race minimaal twee pitstops maken, ongeacht de weersomstandigheden. Daarbij zijn ze verplicht om ten minste drie verschillende sets banden te gebruiken, met minimaal twee verschillende compounds in droge omstandigheden. Deze maatregel is genomen om het gebrek aan inhaalmogelijkheden op het nauwe stratencircuit te compenseren door meer nadruk te leggen op strategische variatie.

## Winnaars van de Grands Prix
- Een roze achtergrond geeft aan dat deze race onderdeel was van de Grand Prix-seizoenen tot 1949.

| Jaar        | Coureur                                        | Constructeur                                   | Locatie                                        | Verslag                                        |
| ----------- | ---------------------------------------------- | ---------------------------------------------- | ---------------------------------------------- | ---------------------------------------------- |
| 2025        | Lando Norris                                   | McLaren-Mercedes                               | Monaco                                         | Verslag                                        |
| 2024        | Charles Leclerc                                | Ferrari                                        | Monaco                                         | Verslag                                        |
| 2023        | Max Verstappen                                 | Red Bull Racing-Honda RBPT                     | Monaco                                         | Verslag                                        |
| 2022        | Sergio Pérez                                   | Red Bull Racing-RBPT                           | Monaco                                         | Verslag                                        |
| 2021        | Max Verstappen                                 | Red Bull Racing-Honda                          | Monaco                                         | Verslag                                        |
| 2020        | Grand Prix afgelast vanwege de coronapandemie. | Grand Prix afgelast vanwege de coronapandemie. | Grand Prix afgelast vanwege de coronapandemie. | Grand Prix afgelast vanwege de coronapandemie. |
| 2019        | Lewis Hamilton                                 | Mercedes                                       | Monaco                                         | Verslag                                        |
| 2018        | Daniel Ricciardo                               | Red Bull Racing-TAG Heuer                      | Monaco                                         | Verslag                                        |
| 2017        | Sebastian Vettel                               | Ferrari                                        | Monaco                                         | Verslag                                        |
| 2016        | Lewis Hamilton                                 | Mercedes                                       | Monaco                                         | Verslag                                        |
| 2015        | Nico Rosberg                                   | Mercedes                                       | Monaco                                         | Verslag                                        |
| 2014        | Nico Rosberg                                   | Mercedes                                       | Monaco                                         | Verslag                                        |
| 2013        | Nico Rosberg                                   | Mercedes                                       | Monaco                                         | Verslag                                        |
| 2012        | Mark Webber                                    | Red Bull Racing-Renault                        | Monaco                                         | Verslag                                        |
| 2011        | Sebastian Vettel                               | Red Bull Racing-Renault                        | Monaco                                         | Verslag                                        |
| 2010        | Mark Webber                                    | Red Bull Racing-Renault                        | Monaco                                         | Verslag                                        |
| 2009        | Jenson Button                                  | Brawn-Mercedes                                 | Monaco                                         | Verslag                                        |
| 2008        | Lewis Hamilton                                 | McLaren-Mercedes                               | Monaco                                         | Verslag                                        |
| 2007        | Fernando Alonso                                | McLaren-Mercedes                               | Monaco                                         | Verslag                                        |
| 2006        | Fernando Alonso                                | Renault                                        | Monaco                                         | Verslag                                        |
| 2005        | Kimi Räikkönen                                 | McLaren-Mercedes                               | Monaco                                         | Verslag                                        |
| 2004        | Jarno Trulli                                   | Renault                                        | Monaco                                         | Verslag                                        |
| 2003        | Juan Pablo Montoya                             | Williams-BMW                                   | Monaco                                         | Verslag                                        |
| 2002        | David Coulthard                                | McLaren-Mercedes                               | Monaco                                         | Verslag                                        |
| 2001        | Michael Schumacher                             | Ferrari                                        | Monaco                                         | Verslag                                        |
| 2000        | David Coulthard                                | McLaren-Mercedes                               | Monaco                                         | Verslag                                        |
| 1999        | Michael Schumacher                             | Ferrari                                        | Monaco                                         | Verslag                                        |
| 1998        | Mika Häkkinen                                  | McLaren-Mercedes                               | Monaco                                         | Verslag                                        |
| 1997        | Michael Schumacher                             | Ferrari                                        | Monaco                                         | Verslag                                        |
| 1996        | Olivier Panis                                  | Ligier-Mugen-Honda                             | Monaco                                         | Verslag                                        |
| 1995        | Michael Schumacher                             | Benetton-Renault                               | Monaco                                         | Verslag                                        |
| 1994        | Michael Schumacher                             | Benetton-Ford                                  | Monaco                                         | Verslag                                        |
| 1993        | Ayrton Senna                                   | McLaren-Ford                                   | Monaco                                         | Verslag                                        |
| 1992        | Ayrton Senna                                   | McLaren-Honda                                  | Monaco                                         | Verslag                                        |
| 1991        | Ayrton Senna                                   | McLaren-Honda                                  | Monaco                                         | Verslag                                        |
| 1990        | Ayrton Senna                                   | McLaren-Honda                                  | Monaco                                         | Verslag                                        |
| 1989        | Ayrton Senna                                   | McLaren-Honda                                  | Monaco                                         | Verslag                                        |
| 1988        | Alain Prost                                    | McLaren-Honda                                  | Monaco                                         | Verslag                                        |
| 1987        | Ayrton Senna                                   | Lotus-Honda                                    | Monaco                                         | Verslag                                        |
| 1986        | Alain Prost                                    | McLaren-TAG                                    | Monaco                                         | Verslag                                        |
| 1985        | Alain Prost                                    | McLaren-TAG                                    | Monaco                                         | Verslag                                        |
| 1984        | Alain Prost                                    | McLaren-TAG                                    | Monaco                                         | Verslag                                        |
| 1983        | Keke Rosberg                                   | Williams-Ford                                  | Monaco                                         | Verslag                                        |
| 1982        | Riccardo Patrese                               | Brabham-Ford                                   | Monaco                                         | Verslag                                        |
| 1981        | Gilles Villeneuve                              | Ferrari                                        | Monaco                                         | Verslag                                        |
| 1980        | Carlos Reutemann                               | Williams-Ford                                  | Monaco                                         | Verslag                                        |
| 1979        | Jody Scheckter                                 | Ferrari                                        | Monaco                                         | Verslag                                        |
| 1978        | Patrick Depailler                              | Tyrrell-Ford                                   | Monaco                                         | Verslag                                        |
| 1977        | Jody Scheckter                                 | Wolf-Ford                                      | Monaco                                         | Verslag                                        |
| 1976        | Niki Lauda                                     | Ferrari                                        | Monaco                                         | Verslag                                        |
| 1975        | Niki Lauda                                     | Ferrari                                        | Monaco                                         | Verslag                                        |
| 1974        | Ronnie Peterson                                | Lotus-Ford                                     | Monaco                                         | Verslag                                        |
| 1973        | Jackie Stewart                                 | Tyrrell-Ford                                   | Monaco                                         | Verslag                                        |
| 1972        | Jean-Pierre Beltoise                           | BRM                                            | Monaco                                         | Verslag                                        |
| 1971        | Jackie Stewart                                 | Tyrrell-Ford                                   | Monaco                                         | Verslag                                        |
| 1970        | Jochen Rindt                                   | Lotus-Ford                                     | Monaco                                         | Verslag                                        |
| 1969        | Graham Hill                                    | Lotus-Ford                                     | Monaco                                         | Verslag                                        |
| 1968        | Graham Hill                                    | Lotus-Ford                                     | Monaco                                         | Verslag                                        |
| 1967        | Denny Hulme                                    | Brabham-Repco                                  | Monaco                                         | Verslag                                        |
| 1966        | Jackie Stewart                                 | BRM                                            | Monaco                                         | Verslag                                        |
| 1965        | Graham Hill                                    | BRM                                            | Monaco                                         | Verslag                                        |
| 1964        | Graham Hill                                    | BRM                                            | Monaco                                         | Verslag                                        |
| 1963        | Graham Hill                                    | BRM                                            | Monaco                                         | Verslag                                        |
| 1962        | Bruce McLaren                                  | Cooper-Climax                                  | Monaco                                         | Verslag                                        |
| 1961        | Stirling Moss                                  | Lotus-Climax                                   | Monaco                                         | Verslag                                        |
| 1960        | Stirling Moss                                  | Lotus-Climax                                   | Monaco                                         | Verslag                                        |
| 1959        | Jack Brabham                                   | Cooper-Climax                                  | Monaco                                         | Verslag                                        |
| 1958        | Maurice Trintignant                            | Cooper-Climax                                  | Monaco                                         | Verslag                                        |
| 1957        | Juan Manuel Fangio                             | Maserati                                       | Monaco                                         | Verslag                                        |
| 1956        | Stirling Moss                                  | Maserati                                       | Monaco                                         | Verslag                                        |
| 1955        | Maurice Trintignant                            | Ferrari                                        | Monaco                                         | Verslag                                        |
| 1954 - 1951 | Grand Prix niet verreden.                      | Grand Prix niet verreden.                      | Grand Prix niet verreden.                      | Grand Prix niet verreden.                      |
| 1950        | Juan Manuel Fangio                             | Alfa Romeo                                     | Monaco                                         | Verslag                                        |
| 1949        | Grand Prix niet verreden.                      | Grand Prix niet verreden.                      | Grand Prix niet verreden.                      | Grand Prix niet verreden.                      |
| 1948        | Giuseppe Farina                                | Maserati                                       | Monaco                                         | Verslag                                        |
| 1947 - 1938 | Grand Prix niet verreden.                      | Grand Prix niet verreden.                      | Grand Prix niet verreden.                      | Grand Prix niet verreden.                      |
| 1937        | Manfred von Brauchitsch                        | Mercedes-Benz                                  | Monaco                                         | Verslag                                        |
| 1936        | Rudolf Caracciola                              | Mercedes-Benz                                  | Monaco                                         | Verslag                                        |
| 1935        | Luigi Fagioli                                  | Mercedes-Benz                                  | Monaco                                         | Verslag                                        |
| 1934        | Guy Moll                                       | Alfa Romeo                                     | Monaco                                         | Verslag                                        |
| 1933        | Achille Varzi                                  | Bugatti                                        | Monaco                                         | Verslag                                        |
| 1932        | Tazio Nuvolari                                 | Alfa Romeo                                     | Monaco                                         | Verslag                                        |
| 1931        | Louis Chiron                                   | Bugatti                                        | Monaco                                         | Verslag                                        |
| 1930        | René Dryfus                                    | Bugatti                                        | Monaco                                         | Verslag                                        |
| 1929        | William Grover-Williams                        | Mercedes-Benz                                  | Monaco                                         | Verslag                                        |

## Fatale ongevallen
- 1952 - Luigi Fagioli
- 1967 - Lorenzo Bandini

1929 · 1930 · 1931 · 1932 · 1933 · 1934 · 1935 · 1936 · 1937 · 1948 · 1950 · 1955 · 1956 · 1957 · 1958 · 1959 · 1960 · 1961 · 1962 · 1963 · 1964 · 1965 · 1966 · 1967 · 1968 · 1969 · 1970 · 1971 · 1972 · 1973 · 1974 · 1975 · 1976 · 1977 · 1978 · 1979 · 1980 · 1981 · 1982 · 1983 · 1984 · 1985 · 1986 · 1987 · 1988 · 1989 · 1990 · 1991 · 1992 · 1993 · 1994 · 1995 · 1996 · 1997 · 1998 · 1999 · 2000 · 2001 · 2002 · 2003 · 2004 · 2005 · 2006 · 2007 · 2008 · 2009 · 2010 · 2011 · 2012 · 2013 · 2014 · 2015 · 2016 · 2017 · 2018 · 2019 · 2020 · 2021 · 2022 · 2023 · 2024 · 2025